# روب بانكس
روب بانكس (بالإنجليزية: Robb Banks) هو كاتب أغاني ومنتج أسطوانات أمريكي، ولد في 24 سبتمبر 1994 في بروكلين في الولايات المتحدة.

## وصلات خارجية
- روب بانكس على موقع ميوزك برينز (الإنجليزية)
- روب بانكس على موقع أول ميوزيك (الإنجليزية)
- روب بانكس على موقع ديسكوغز (الإنجليزية)